# Secundos d'Athènes
Pour les articles homonymes, voir Secundus.
Secundos d'Athènes est un orateur grec du IIe siècle apr. J.-C., représentant de la Seconde Sophistique, principalement connu pour avoir été le maître d'Hérode Atticus.
Philostrate lui consacre une courte notice dans sa Vie des sophistes. Selon lui, Secundos est un natif d'Athènes. Fils d'un charpentier, il ne peut, faute d'argent, rejoindre l'une des grandes écoles de rhétorique d'Ionie et fait donc probablement ses études dans sa vie natale. Il devient célèbre pour sa capacité à élaborer des arguments ingénieux et pour sa sobriété d'expression. Philostrate cite notamment sa dissertation sur le sujet suivant : « Que l'auteur d'une sédition soit mis à mort. Que celui qui y a mis fin soit récompensé. Le même homme qui est l'auteur d'une sédition et qui y a mis fin demande sa récompense. » Secundos répond qu'il faut d'abord châtier l'individu.
Secundos est le maître d'Hérode Atticus, qui devient lui-même professeur de rhétorique. Une dispute oppose alors le disciple à son maître ; Hérode se moque des origines modestes de ce dernier, en parodiant un vers d'Hésiode : « le potier en veut au potier, le charpentier au rhéteur », écrit-il au lieu du vers original « Le potier en veut au potier, le charpentier au charpentier ». À sa mort, Secundos est enterré à Éleusis ; c'est Hérode Atticus qui prononce son oraison funèbre.
Le dème de Secundos est inconnu, ce qui le rend difficile à situer par rapport à ses nombreux homonymes. Il est peut-être la même personne que Secundos le Silencieux, un philosophe contemporain de l'époque de l'empereur Hadrien. La Souda le confond avec Pline le Jeune, dont le cognomen est Secundos.